# Порошковая проволока
Порошковая проволока — это трубчатая проволока, заполненная флюсом и металлическим порошком. Часто внутреннее сечение бывает сложным для более равномерного плавления. Проволока изготавливается из ленты путём холодного формования в U-образной форме с последующим наполнением флюсом или металлическим порошком; затем проволока растягивается до нужного диаметра с помощью экструдера. Проволока меньшего диаметра может быть изготовлена из стальной пластинчатой трубки, предварительно заполняемой флюсом и подвергаемой волочению через фильеры.
Проволока разработана в начале 1950-х гг.

## Виды порошковой проволоки
Порошковая проволока классифицируется по основному назначению, способу применяемой защиты, возможности сварки в различных пространственных положениях, механическим свойствам.
Порошковая проволока часто применяется для сварки низкоуглеродистых и низколегированных конструкционных сталей. Различают проволоку общего и специального назначения. К проволоке специального назначения относится проволока для сварки с принудительным формированием шва, подводной сварки, ванной сварки, сварки арматуры, автоматической сварки с принудительным формированием.

## Требования к порошковой проволоке
Порошковая проволока должна отвечать следующим требованиям: дуга легко возбуждаться и стабильно гореть, проволока плавиться равномерно и без чрезмерного разбрызгивания, образующийся при плавлении шлак равномерно покрывать поверхность шва и легко отделяться после охлаждения, сварной шов должен быть хорошо сформирован и не иметь дефектов сварных швов — пористости, трещин.
Эти требования характеризуют сварочно-технологические свойства сварочных материалов. Уровень сварочно-технологических свойств определяет возможность применения порошковой проволоки той или иной марки для сварки конструкции или изделия в конкретной обстановке. Сварочно-технологические свойства порошковой проволоки устанавливаются при выполнении механизированной наплавки валика на пластину из низкоуглеродистой стали в нижнем положении по режиму, предписанному для данной марки проволоки и указанному в технических условиях и/или на этикетке, результат исследуется визуально с помощью лупы.

## Марки порошковой проволоки
- ПП-АН1, ПП-АН2
- ПС-50-Н2
- E71TGS (AWS A5.20)
- E71T-1 (AWS A5.20)